# BFC Media
BFC Media S.p.A. (fino al 22 aprile 2021 Blue Financial Communication S.p.A.) è un gruppo multimediale italiano specializzato nella fornitura di informazioni e prodotti finanziari per i piccoli investitori. Attualmente pubblica i mensili Forbes, Bluerating, Private e i trimestrali Robb Report e Asset Class. 
BFC Media è stata fondata nel 1995 da Denis Masetti che ne è stato presidente fino al 27 luglio 2023. Dal dicembre 2021 il controllo del gruppo è passato a Danilo Iervolino attraverso la capogruppo Idi S.r.l.
La società per azioni è stata quotata negli indici FTSE AIM Italia e successivamente all'AIM Italia di Borsa Italiana fino a quando il nuovo assetto societario non ha deciso il delisting a partire dal 21 luglio 2023.

## Storia
BFC Media viene fondata a Milano nel 1995 su iniziativa di Denis Masetti come Blue Financial Communication Srl, comunemente abbreviato in BFC. Nel 1997 viene lanciato il sito Bluerating.com, indirizzato come l’attuale testata e piattaforma digitale alla comunità dei promotori finanziari.
È del 1997 la creazione del settimanale Bloomberg Investimenti, giornale a diffusione nazionale diretto da Alessandro Rossi in partnership con Michael Bloomberg, partecipazione che verrà ceduta nel 2002.
Nel 2002 viene lanciato il mensile «HEDGE», newsmagazine dedicato al Private banking e agli investimenti alternativi che continuerà le pubblicazioni fino al 2009, anno della grave crisi dei fondi speculativi.
È del 2003 la creazione e il lancio del mensile «ADVISOR» dedicato al mondo dei promotori e dei gestori finanziari, che verrà poi ceduto alla fine del 2010 alla casa editrice Open Financial Communication.

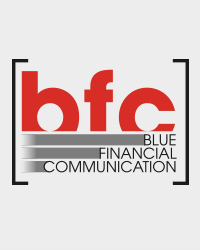
Logo usato da Blue Financial Communication tra il 2005 e il 2015

Nel 2009 nasce «SOLDI», settimanale del personal business che viene distribuito nelle edicole a livello nazionale fino al 2013, poi sostituito dal sito soldiweb.com.
«Bluerating advisory e asset management» è il mensile lanciato nel 2013, inviato alle agenzie di consulenti finanziari in Italia e alle principali agenzie delle banche, oltre che distribuito in edicola e agli eventi di settore.
A novembre 2015 nasce «Private», magazine mensile dedicato al private banking.

### Quotazione in Borsa e ulteriore espansione
Venerdì 11 dicembre 2015 Blue Financial Communication S.p.A. viene ammessa al AIM Italia - Mercato alternativo del capitale di Borsa Italiana con il simbolo BLUE a seguito di un collocamento di 750.000 azioni ordinarie, per il 90% rivenienti dall'aumento di capitale e per la restante parte da azioni in vendita (10%).
A maggio 2016 nasce «iFinance», mensile dedicato al mondo della tecnofinanza e del business digitale e a luglio viene fondata la controllata iFinance Media Ltd. con sede a Londra, focalizzata sugli sviluppi del settore.
Sempre nel 2016 viene acquisita la maggioranza di Spring Eventi Srl (ora Investment & Trading Events Srl), società organizzatrice di ITForum di Rimini, manifestazione dedicata al trading online e al risparmio gestito. Dopo l'acquisizione la manifestazione raddoppia gli appuntamenti annuali con un secondo evento organizzato a Milano.
Nel 2018 viene lanciato anche il mensile «Asset Class», un nuovo magazine diretto da Andrea Giacobino che racconta il mondo dell’asset management italiano e internazionale; la rivista dispone di un’ampia sezione di analisi e comparazione dei prodotti realizzata grazie alla collaborazione con l'agenzia di rating Morningstar.
A fine giugno 2018 viene inoltre acquisito il sito dedicato al trading online FinanzaOperativa.com, attivo dal 2013, che offre consigli operativi di investimento provenienti dalle analisi macroeconomiche, tecniche e fondamentali della redazione oltre a numerosi approfondimenti sulle diverse asset class, su risparmio gestito e gli strumenti di investimento, sull’educazione finanziaria e la finanza personale in genere. FinanzaOperativa.com verrà poi accorpato a Bluerating.com nel corso del 2021.

### Forbes Italia
Nell'autunno 2017 su licenza di Forbes Media LLC, Blue Financial Communication lancia la versione italiana del mensile Forbes con direttore Alessandro Mauro Rossi.
Sulla copertina del primo numero, fotografato da Oliviero Toscani, appare James Ferragamo, erede della casa di moda Salvatore Ferragamo. A dicembre 2017 viene anche organizzato il primo evento con marchio FORBESlive.

### Cambio marchio e impegno nella televisione
Nel corso del 2019 l'azienda comincia a farsi conoscere come BFC Media, anche se il cambiamento ufficiale di ragione sociale arriverà solo nel 2021.
L'impegno nel settore televisivo di BFC Media inizia nel 2018 con la nascita della divisione BFC Video tramite un accordo di partnership con il canale Reteconomy e la produzione quotidiana del TgBluerating a cui si aggiungeranno altri programmi nei mesi successivi.
Dopo 10 mesi di produzioni video indipendenti il 12 giugno 2019 va in onda il nuovo canale BFC al numero 511 della piattaforma Sky, al numero 61 di Tivùsat e in streaming sul sito bfcvideo.com. Il canale nel 2020 prevede 25 produzioni originali e accordi con partner come Euronews, Bloomberg Television, Askanews e TaTaTu.
Dal mese di novembre 2019 arriva per occuparsi dell'area audiovideo Valerio Gallorini personaggio storico del mondo radiotelevisivo italiano. Nel mese di maggio 2020 viene lanciato il progetto BIKE Smart Mobility sul canale 222 di SKy e sul canale 259 della Televisione digitale terrestre e in streaming.

### BFC Space
Il 9 luglio 2019 BFC Media ha acquisito il 70% della casa editrice Gruppo B Editore (ridenominata BFC Space srl) che da anni editava i mensili «Le Stelle» e «Nuovo Orione», con l’obiettivo di sviluppare una nuova linea di business verticale legata al crescente interesse per l’industria della New Space Economy. A ottobre 2019 sono stati lanciati il magazine mensile «COSMO» e il sito www.BFCspace.com.
Sulla copertina del primo numero di COSMO appare l'imprenditore britannico Richard Branson fondatore dell'azienda Virgin Galactic.

### BIKE Smart Mobility e Equos
A maggio 2020 BFC Media ha dato vita al progetto BIKE Smart Mobility, canale 259 del digitale terrestre (in diretta video su BIKEplay.tv e bikechannel.it) e sul trimestrale cartaceouna, una piattaforma multimediale tv-web e magazine basata sul canale 222 di Sky, che debutta come inserto del n° 33 della rivista Forbes. Nel gennaio 2021 viene acquistato il ramo d'azienda di Bike Channel lo storico canale satellitare dedicato al mondo delle due ruote.
La società Equos Srl, appositamente costituita a maggio 2020 e controllata all'80% da BFC Media, ha preso in affitto dalla società Ippica & Stampa il ramo d’azienda relativo al trisettimanale «TROTTO&TURF» che ha ripreso le pubblicazioni il 2 giugno con un’edizione di 64 pagine. L’operazione «TROTTO&TURF» è il primo segmento del PROGETTO EQUOS di BFC Media, nato per creare una serie di sinergie editoriali nel mondo dell’ippica.

### Ventures Studio
A dicembre 2020 BFC Media ha lanciato il nuovo progetto Ventures Studio, un abilitatore di startup legate al Gruppo Editoriale. La struttura nasce all'interno di Le Village By Credit Agricole e includerà attività innovative e progetti digitali in settori quali finance, business, space, betting e smart mobility.

### Robb Report Italia
A novembre 2021 BFC Media ha siglato un accordo con il gruppo Americano PMC (Penske Media Corporation) per il progetto multimediale Robb Report Italia.

### L'Espresso
Nel marzo 2022 Bfc Media e Iervolino hanno raggiunto un accordo con Gedi, la società di proprietà di John Elkann, per l'acquisto della storica testata L'Espresso. Lo stesso giorno i giornalisti di la Repubblica, quotidiano controllato sempre dalla Gedi, hanno scioperato per protesta. A maggio 2023 Danilo Iervolino vende il 49% di Espresso Media ad Alga, società che fa capo a Donato Ammaturo, il fondatore, ceo e presidente del gruppo Ludoil. Nel dicembre 2023 BFC Media cede il 51% delle azioni de L'Espresso Media al gruppo Ludoil di Donato Ammaturo. Contemporaneamente Alga del Gruppo Ammaturo ha venduto il 24,3% di BFC Media a IDI S.r.l., società di Iervolino. 
Il 12 marzo 2024 la società ha annunciato nuovi vertici societari, con Maurizio Milan come presidente e Nicola Formichella come amministratore delegato.

## Dati economici e finanziari
I Ricavi totali consolidati al 31 dicembre 2020 raggiungono gli 11,956 milioni di euro e si attestano (dopo le riduzioni dei proventi straordinari pari a 407.606 euro e il fatturato infragruppo pari a 605.118 euro) a 10,957 milioni di euro, registrando un incremento del 40% rispetto al 2019.
Il margine operativo lordo (EBITDA) consolidato è pari a 1.196.329 euro, cui si aggiungono gli altri proventi netti di gestione, per un totale di 1.603.935 euro.
L’utile netto consolidato è di 336.579 euro, rispetto all’utile di 176.507 euro nel 2019 (+90%).
Il 22 aprile 2021 viene cambiata la ragione sociale dell'azienda che diventa ufficialmente BFC Media S.p.A.
L’assemblea di BFC Media approva il Bilancio 2021 con ricavi consolidati a 16,114 milioni di euro (+47%), Ebitda pari a 2,220 milioni di euro (+85,6%) e nomina il nuovo CDA: confermati il Presidente Denis Masetti, Mirko Bertucci e Alessandro Rossi, entrano nel Consiglio Marco Forlani (Amministratore Delegato), Mario Miele, Maurizio Milan e Massimiliano Muneghina.